# Kanorado
Kanorado è un comune degli Stati Uniti d'America, situato nello Stato del Kansas, nella contea di Sherman.
Il comune si trova al confine con il Colorado ed il suo nome è una parola macedonia di Kansas e Colorado.